# Tamil Eelam Football Association
Maillots
La Tamil Eelam Football Association (TEFA), est l'organe qui s'occupe de l'équipe de football représentative du mouvement séparatiste Tamil Eelam, un ancien état non reconnu patrie des tamouls srilankais. Elle s'occupe de tous les détails extra-sportifs de l'équipe nationale. Elle gère également la communication de son équipe via les réseaux sociaux et son site officiel ouvert en juin 2013. La TEFA a fait partie de la NF-Board à partir de 2012 jusqu’à 2013. Elle rejoint la ConIFA en 2013.

## Histoire
L’Association du Tamil Eelam de football (TEFA) fut fondée le 8 avril par la Global Youth League (T-League). En juin 2012, l’équipe nationale de la TEFA participe pour la première fois à la VIVA World Cup qui fut tenue au Kurdistan irakien,.
En juillet 2013, elle participe à son deuxième tournoi; le Tynwald Hill International Football Tournament sur l'île de Man. Peu avant le début de cette compétition, la TEFA a ouvert son site officiel.
Les joueurs sélectionnés pour la VIVA World Cup 2012, proviennent de la diaspora tamoule ; ceux qui représentent environ un million de personnes. Les joueurs qui ont participé à cette compétition viennent du Royaume-Uni, du Canada et de la Suisse. Ils ont terminé cette compétition à la 7e place sur 9 équipes participantes. En 4 rencontres, ils ont totalisé trois défaites pour une victoire.
Au 25 juin 2012, c’est-à-dire après la VIVA World Cup, l’équipe nationale tamoule est classée au 54e du classement de la RoonBa, le classement des équipes nationales non-affiliées à la FIFA (Non-FIFA).
Le Tournoi Tynwald Hill de football international 2013 est un tournoi de football disputé sur l'île de Man. C'est la première fois que l'équipe nationale du Tamil Eelam participe à cette compétition. Elle y retrouve, à cette occasion, l'Occitanie qu'elle a affronté lors de la VIVA World Cup 2012. Le 4 juillet, la sélection Tamoul commence le tournoi par une victoire face à Sealand 5-3,. Elle perd sa seconde rencontre le 6 juillet contre l'Occitanie 0-5. Lors de  son dernier match le 7 juillet, Tamil Eelam remporte sa rencontre face à Rhétie 5-0. Tamil Eelam termine la compétition à la troisième place,,.
Elle participe à la Coupe du monde de football ConIFA 2014 en Suède,,,,, dans elle finira la compétition à la onzième place sur douze.
En 2016, l'équipe des Tamil Eelam participe et remporte la Coupe Challenger Remscheid et la Coupe de l'Unité Mondiale, qui sert également de qualification pour la prochaine Coupe du monde de football ConIFA en 2018.
Tamil Eelam participe à sa seconde Coupe du monde de football ConIFA en 2018, elle y joue 6 rencontres remporte un match et perd les 5 autres. Le 31 mai pour son premier match Tamil Eelam perd sa rencontre contre Brava ou Barawa 4-0. Le 2 juin, Tamil Eelam perd sa seconde rencontre face à l’Île de man 0-2. Le 3 juin, la sélection Tamoul termine dernier de son groupe en perdant 0-6 contre Cascadie. Le 5 juin, elle rencontre l'Abkhazie pour son premier match de play-off, l'équipe Tamoul perd 0-6. Le 7 juin pour second match de play-off Tamil Eelam remporte son premier match contre la sélection des Tuvalu 4-3. Le 9 juin, Tamil Eelam perd son dernier match face à Matabeleland 0-1, terminant ainsi à la quatorzième place du tournoi.

## Parcours dans les compétitions internationales
VIVA World Cup
| Année                                                   | Lieu | Position | Match | Victoire | Nul | Défaite | but marqué | but encaissé |
| ------------------------------------------------------- | ---- | -------- | ----- | -------- | --- | ------- | ---------- | ------------ |
| Ne participe pas aux éditions de 2006, 2008, 2009, 2010 |      |          |       |          |     |         |            |              |
| 2012                                                    | Irak | 7e       | 4     | 1        | 0   | 3       | 4          | 11           |

Coupe du monde de football ConIFA
| Année | Lieu                                                      | Position                                                  | Match                                                     | Victoire                                                  | Nul                                                       | Défaite                                                   | but marqué                                                | but encaissé                                              |                                                           |
| ----- | --------------------------------------------------------- | --------------------------------------------------------- | --------------------------------------------------------- | --------------------------------------------------------- | --------------------------------------------------------- | --------------------------------------------------------- | --------------------------------------------------------- | --------------------------------------------------------- | --------------------------------------------------------- |
| 2014  | Suède                                                     | 11e                                                       | 4                                                         | 1                                                         | 0                                                         | 3                                                         | 12                                                        | 15                                                        |                                                           |
| 2016  | Ne participe pas                                          | Ne participe pas                                          | Ne participe pas                                          | Ne participe pas                                          | Ne participe pas                                          | Ne participe pas                                          | Ne participe pas                                          | Ne participe pas                                          | Ne participe pas                                          |
| 2018  | Angleterre                                                | 14e                                                       | 6                                                         | 1                                                         | 0                                                         | 5                                                         | 4                                                         | 22                                                        |                                                           |
| 2020  | Annulée en raison de la pandémie de maladie à coronavirus | Annulée en raison de la pandémie de maladie à coronavirus | Annulée en raison de la pandémie de maladie à coronavirus | Annulée en raison de la pandémie de maladie à coronavirus | Annulée en raison de la pandémie de maladie à coronavirus | Annulée en raison de la pandémie de maladie à coronavirus | Annulée en raison de la pandémie de maladie à coronavirus | Annulée en raison de la pandémie de maladie à coronavirus | Annulée en raison de la pandémie de maladie à coronavirus |

Coupe d'Asie de football ConIFA
| Année | Lieu     | Position | Match | Victoire | Nul | Défaite | but marqué | but encaissé |
| ----- | -------- | -------- | ----- | -------- | --- | ------- | ---------- | ------------ |
| 2023  | Portugal | 1er      | 3     | 3        | 0   | 0       | 9          | 2            |

Tournoi Tynwald Hill de football international,,
| Année | Lieu       | Position | Match | Victoire | Nul | Défaite | but marqué | but encaissé |
| ----- | ---------- | -------- | ----- | -------- | --- | ------- | ---------- | ------------ |
| 2013  | Île de Man | 3e       | 3     | 1        | 0   | 2       | 10         | 8            |

Coupe de l'Unité Mondiale
| Année | Lieu       | Position | Match | Victoire | Nul | Défaite | but marqué | but encaissé |
| ----- | ---------- | -------- | ----- | -------- | --- | ------- | ---------- | ------------ |
| 2016  | Angleterre | 1er      | 2     | 2        | 0   | 0       | 10         | 1            |

Coupe Challenger Remscheid
| Année | Lieu      | Position | Match | Victoire | Nul | Défaite | but marqué | but encaissé |
| ----- | --------- | -------- | ----- | -------- | --- | ------- | ---------- | ------------ |
| 2016  | Allemagne | 1er      | 2     | 2        | 0   | 0       | 17         | 1            |

## Rencontres

### Matches internationaux
Le tableau suivant liste les rencontres de l'Équipe de Tamil Eelam de football
| No | Date             | Lieu                                                 | Tamil Eelam | Adversaire            | Score  | Compétition                                    | Buteur(s) pour les Tamouls | Buteur(s) pour l'adversaire                                                                                                  | Rapport      |
| -- | ---------------- | ---------------------------------------------------- | ----------- | --------------------- | ------ | ---------------------------------------------- | --- | --- | ------------ |
| 1  | 5 juin 2012      | Franso Hariri Stadium, Erbil, Irak                   | Tamil Eelam | Rhétie                | P 0-1  | VIVA World Cup 2012                            | | Dudler 83e | (Rapport)    |
| 2  | 6 juin 2012      | Franso Hariri Stadium, Erbil, Irak                   | Tamil Eelam | Zanzibar              | P 0-3  | VIVA World Cup 2012                            | | Mcha 22e, Omar 61e, Juma 90e                                                                                                 | (Rapport)    |
| 3  | 7 juin 2012      | Franso Hariri Stadium, Erbil, Irak                   | Tamil Eelam | Occitanie             | P 0-7  | VIVA World Cup 2012                            | | Brice Martinez 30e 51e, Jordan Patrac 49e, Christophe Dalzon 50e, Renaud Thomas 64e, Boris Massaré 83e, Gérôme Hernandez 89e | (Rapport)    |
| 4  | 9 juin 2012      | Ararat Stadium, Sahaladdin Irak                      | Tamil Eelam | Rhétie                | V 4-0  | VIVA World Cup 2012                            | Nagulendran Menan 59e 67e 71e, Sri Rosh 79e | | (Rapport)    |
| 5  | 4 juillet 2013   | St Johns Stadium, Île de Man                         | Tamil Eelam | Sealand               | V 5-3  | Tournoi Tynwald Hill de football international | Panushanth Kulenthiran 12e 46e, Majouran Jeganathan 75e, Mathanraj Uthayanan 90e, Ragavan Prashanth 90+2e                                                                       | 20e Sam Churchman, 40e Dave Lee, 53e Luke Wilson                                                                             | (Rapport)    |
| 6  | 6 juillet 2013   | St Johns Stadium, Île de Man                         | Tamil Eelam | Occitanie             | P 0-5  | Tournoi Tynwald Hill de football international | | Simon Delpech 10e, Boris Massare 23e, Jordan Patrac 36e, Ronald Ronas 43e, Nicolas Flourens 58e                              | (Rapport)    |
| 7  | 7 juillet 2013   | St Johns Stadium, Île de Man                         | Tamil Eelam | Rhétie                | V 5-0  | Tournoi Tynwald Hill de football international | Sivaruban Sathiamoorthy 3e, Mathanraj Uthayanan 24e, Gvinthan Navaneethakrishnan 77e 81e 90+1e                                                                                  | | (Rapport)    |
| 8  | 2 juin 2014      | Jämtkraft Arena, Östersund, Suède                    | Tamil Eelam | Araméens              | P 0-2  | Coupe du monde de football ConIFA 2014         | | 36e Marco Aydin, 48e Musa Karli                                                                                              | (Rapport)    |
| 9  | 3 juin 2014      | Jämtkraft Arena, Östersund, Suède                    | Tamil Eelam | Kurdistan             | P 0-9  | Coupe du monde de football ConIFA 2014         | | 17e Aras, 23e 35e Ahmed, Younes 28e, Nechirvan Shukri 31e, Ali , Farhan Shakor 62e 86e 90+4e                                 | (Rapport)    |
| 10 | 5 juin 2014      | Jämtkraft Arena, Östersund, Suède                    | Tamil Eelam | Laponie               | P 2-4  | Coupe du monde de football ConIFA 2014         | Prashanth Ragavan 55e 77e | 79e og, 58e 66e Steffen Dreyer                                                                                               | (Rapport)    |
| 11 | 7 juin 2014      | Jämtkraft Arena, Östersund, Suède                    | Tamil Eelam | Darfour               | V 10-0 | Coupe du monde de football ConIFA 2014         | 2e 10e Gvinthan Navaneethakrishnan, 8e Mayooran Jeganthan, 16e 69e 69e Prashanth Ragavan, 53e Gajendran Balamurali, 73e Prasanth Vigneswararajah, 81e 89e Christman Gunasingham | | (Rapport)    |
| 12 | 12 mars 2016     | Stadion Reinshagen, Remscheid, Allemagne             | Tamil Eelam | Remscheid             | V 13-0 | Coupe Challenger Remscheid match non officiel  | | | [ (Rapport)] |
| 13 | 13 mars 2016     | Stadion Reinshagen, Remscheid, Allemagne             | Tamil Eelam | Roms                  | V 4-1  | Coupe Challenger Remscheid                     | | | [ (Rapport)] |
| 14 | 25 août 2016     | Gander Green Lane, Londres, Angleterre               | Tamil Eelam | Brava                 | V 5-0  | Coupe de l'Unité Mondiale                      | Kasthuran 28e, Johnath Chandran 30e, Gvinthan Navaneethakrishnan 50e, Panushanth Kulenthiran 75e 84e                                                                            | | (Rapport)    |
| 15 | 28 août 2016     | Gander Green Lane, Londres, Angleterre               | Tamil Eelam | Archipel des Chagos   | V 5-1  | Coupe de l'Unité Mondiale                      | Gvinthan Navaneethakrishnan 4e, Sujan Sivanesamurthy 8e 11e, Panushanth Kulenthiran 68e, Johnath Chandran 70e                                                                   | 48e Didier Gaspard | (Rapport)    |
| 16 | 12 mars 2017     | Wartau, Suisse                                       | Tamil Eelam | Rhétie                | V 5-0  | Amical                                         | | | [ (Rapport)] |
| 17 | 31 mai 2018      | Hayes Lane (en), Bromley, Angleterre                 | Tamil Eelam | Brava                 | P 0-4  | Coupe du monde de football ConIFA 2018         | | Solomon Sambou 17e, Shaun Lucien 30e 80e, Gianni Crichlow 43e                                                                | (Rapport)    |
| 18 | 2 juin 2018      | Colston Avenue, Carshalton, Angleterre               | Tamil Eelam | Île de Man            | P 0-2  | Coupe du monde de football ConIFA 2018         | | Stephen Whitley 47e, Sam Caine 57e                                                                                           | (Rapport)    |
| 19 | 3 juin 2018      | St Paul's Sports Ground, Rotherhithe, Angleterre     | Tamil Eelam | Cascadie              | P 0-6  | Coupe du monde de football ConIFA 2018         | | 10e 87e Joel Nouble (en), 32e 69e Tayshan Hayden-Smith, 71e Yuri Farkas, 89e Calum Ferguson (en)                             | (Rapport)    |
| 20 | 5 juin 2018      | Parkside, Aveley, Angleterre                         | Tamil Eelam | Abkhazie              | P 0-6  | Coupe du monde de football ConIFA 2018         | | Ruslan Akhvlediani (en) 40e 71e, Shabat Logua 63e, Ruslan Shoniya 74e 88e, Astamur Tarba 83e                                 | (Rapport)    |
| 21 | 7 juin 2018      | Gander Green Lane (en), Sutton (Londres), Angleterre | Tamil Eelam | Tuvalu                | V 4-3  | Coupe du monde de football ConIFA 2018         | 7e 86e 90+1e Prashanth Ragavan, 90+4e Janojan Pathmanathan | Alopua Petoa 3e 73e, Sosene Vailine 55e                                                                                      | (Rapport)    |
| 22 | 9 juin 2018      | Parkside, Aveley, Angleterre                         | Tamil Eelam | Matabeleland          | P 0-1  | Coupe du monde de football ConIFA 2018         | | Thabiso Ndlela 81e | (Rapport)    |
| 23 | 10 octobre 2019  | Ingfield Stadium, Ossett, Angleterre                 | Tamil Eelam | Yorkshire             | V 2-1  | Amical                                         | | | (Rapport)    |
| 24 | 14 décembre 2019 | Stade Salif Keita, Cergy, France                     | Tamil Eelam | Turkestan oriental    | V 5-0  | Amical                                         | | | [ (Rapport)] |
| 25 | 21 décembre 2019 | Sportpark De Verademing, La Haye, Pays-Bas           | Tamil Eelam | Papouasie occidentale | V 10-2 | Amical                                         | | | (Rapport)    |
| 26 | 11 août 2022     | Paris, France                                        | Tamil Eelam | Cachemire             | N 3-3  | Amical                                         | | | [ (Rapport)] |
| 27 | 4 août 2023      | Alcochete, Portugal                                  | Tamil Eelam | Hmong                 | V 3-0  | Coupe d'Asie de football ConIFA 2023           | 15e 53e S. Nirunthan, 17e S. Atchuthan | | (Rapport)    |
| 28 | 6 août 2023      | Alcochete, Portugal                                  | Tamil Eelam | Tibet                 | V 3-1  | Coupe d'Asie de football ConIFA 2023           | 4e S. Nirunthan, 14e U. Senthuran, 66e (pen.) P. Agashan | 61e (pen.) Kunphel Sinha | (Rapport)    |
| 29 | 8 août 2023      | Alcochete, Portugal                                  | Tamil Eelam | Hmong                 | V 3-1  | Coupe d'Asie de football ConIFA 2023           | 22e 78e C. Regize, 70e S. Nirunthan | 39e Matt Lee | (Rapport)    |

### Équipes rencontrées
| Adversaire            | Joués | Victoires | Matchs nuls | Défaites | Buts pour | Buts contre |
| --------------------- | ----- | --------- | ----------- | -------- | --------- | ----------- |
| Rhétie                | 4     | 3         | 0           | 1        | 14        | 1           |
| Brava                 | 2     | 1         | 0           | 1        | 5         | 4           |
| Hmong                 | 2     | 2         | 0           | 0        | 6         | 1           |
| Occitanie             | 2     | 0         | 0           | 2        | 0         | 12          |
| Zanzibar              | 1     | 0         | 0           | 1        | 0         | 3           |
| Tuvalu                | 1     | 1         | 0           | 0        | 4         | 3           |
| Sealand               | 1     | 1         | 0           | 0        | 5         | 3           |
| Kurdistan             | 1     | 0         | 0           | 1        | 0         | 9           |
| Laponie               | 1     | 0         | 0           | 1        | 2         | 4           |
| Île de Man            | 1     | 0         | 0           | 1        | 0         | 2           |
| Tibet                 | 1     | 1         | 0           | 0        | 3         | 1           |
| Araméens              | 1     | 0         | 0           | 1        | 0         | 2           |
| Darfour               | 1     | 1         | 0           | 0        | 10        | 0           |
| Iles des chagos       | 1     | 1         | 0           | 0        | 5         | 1           |
| Roms                  | 1     | 1         | 0           | 0        | 4         | 1           |
| Cascadie              | 1     | 0         | 0           | 1        | 0         | 6           |
| Abkhazie              | 1     | 0         | 0           | 1        | 0         | 6           |
| Matabeleland          | 1     | 0         | 0           | 1        | 0         | 1           |
| Yorkshire             | 1     | 1         | 0           | 0        | 2         | 1           |
| Turkestan oriental    | 1     | 1         | 0           | 0        | 5         | 0           |
| Papouasie occidentale | 1     | 1         | 0           | 0        | 10        | 2           |
| Cachemire             | 1     | 0         | 1           | 0        | 3         | 3           |
| Remscheid             | 1     | 1         | 0           | 0        | 13        | 0           |
| Totals                | 29    | 16        | 1           | 12       | 91        | 66          |

## Personnalités Tamil Eelam Football Association

### Sélectionneurs
| No     | Sélectionneur  | Période       | Matchs | Gagnés | Nuls | Perdus | Gagnés % |
| ------ | -------------- | ------------- | ------ | ------ | ---- | ------ | -------- |
| 1      | Ragesh Nambiar | 2012-2022     | 26     | 13     | 1    | 12     | 50       |
| 2      | A.Theepan      | 2023-en cours | 3      | 3      | 0    | 0      | 100      |
| Totals | Totals         | Totals        | 29     | 16     | 1    | 12     | 55,17    |

### Joueurs sélectionnés
| Sélection 2012                    | Sélection 2012            |
| Club                              | Nom                       |
| --------------------------------- | ------------------------- |
| Gardien                           |                           |
| Valvai Blues FC                   | Selvananthan Hariendran   |
| Défenseur                         |                           |
| Santos FC                         | Ragesh Nambiar            |
| Union FC                          | Lakshman Vairavamoorthy   |
| Canadian Tamil Soccer Association | Pushpalingam Kandavanam   |
| York Region Shooters              | Arun Vigneswararajah      |
| Milieu de terrain                 |                           |
| Zug 94                            | Krishanth Thavarajah      |
| FC Affoltern                      | Biraveen Nallathamby      |
| Mahajana Athletic                 | Gajan Premkumar           |
| Watford Academy                   | Mahy Nambiar              |
| East London Elite                 | Rathish Nalliah           |
| Scarborough Rangers               | Menan Nagulendran         |
| Kilenburg Nobleton S.C            | Sanjev Jayasingam         |
| Scarborough Azzuri Blues          | Janarthan Sadacharalingam |
| Attaquant                         |                           |
| Sunrise United                    | Rosh Sri                  |
| Pas de club                       | Venojan Raveetharan       |
| Staff                             | Nom                       |
| Sélectionneur                     | Ragesh Nambiar            |

| Sélection 2013                 | Sélection 2013              |
| Club                           | Nom                         |
| ------------------------------ | --------------------------- |
| Gardien                        |                             |
| CTSA U21                       | Umaesh Sundaralingam        |
| Watch Me FC                    | Antoni Nagalingam           |
| Défenseur                      |                             |
| East London Elite FC           | Kevin Nagendra              |
| Valvai Blues FC                | Kathiravan Uthayanan        |
| RSC Essen                      | Sivaruban Sathiamoorthy     |
| Jarvis FC                      | Arun Vigneswararajah        |
| Milieu de terrain              |                             |
| FC Affoltern                   | Biraveen Jeyandran          |
| FC Germania Friedrichstal (en) | Gvinthan Navaneethakrishnan |
| TuS Essen-West                 | Gajendran Balamurali        |
| Tamilstars Dortmund            | Majouran Jeganathan         |
| Watford FC Academy U19         | Mahy Nambiar                |
| Valvai Blues FC                | Mathanraj Uthayanan         |
| CS Eelavar                     | Ronsan Vallipuram           |
| Attaquant                      |                             |
| Drancy United                  | Prashanth Ragavan           |
| ASD Monreale                   | Panushanth Kulenthiran (en) |
| Seawaves FC                    | Shazil Niyas                |
| Scarborough Rangers            | Menan Nagulendran           |
| Staff                          | Nom                         |
| Sélectionneur                  | Ragesh Nambiar              |

| Sélection 2014         | Sélection 2014              |
| Club                   | Nom                         |
| ---------------------- | --------------------------- |
| Gardien                |                             |
| CTSA U21               | Umaesh Sundralingam         |
| Valvai Blues FC        | Selvananthan Hariendran     |
| Défenseur              |                             |
| RSC Essen              | Sivaruban Sathiamoorthy     |
| S.C. Berliner          | Mayuran Gnanasegaram        |
| Valvai Blues FC        | Kathiravan Uthayan          |
| CS Eelavar             | Mayooran Chelliah           |
| St Rose FC             | Kevin Nagendra              |
| Milieu de terrain      |                             |
| US Saint Denis         | Mohammed Naseer             |
| CS Eelavar             | Ronson Vallipuram           |
| Drancy United          | Ragavan Prasanth            |
| FSV Duisburg (de)      | Gajendran Balamurali        |
| Tamil Stars Dortmund   | Majouran Jeganathan         |
| Scarborough Rangers    | Menan Nagulendran           |
| Eelam Challengers FC   | Arison Rajasingam           |
| York Region Shooters   | Prasanth Vigneswarajah      |
| Attaquant              |                             |
| FC 07 Heidelsheim      | Gvinthan Navaneethakrishnan |
| Valvai Blues FC        | Mathanraj Uthayanan         |
| Polisportiva Borzanese | Christman Gunasingham       |
| Staff                  | Nom                         |
| Sélectionneur          | Ragesh Nambiar              |

| Sélection 2018             | Sélection 2018              |
| Club                       | Nom                         |
| -------------------------- | --------------------------- |
| Gardien                    |                             |
| FC Supernova               | Umaesh Sundaralingam        |
| Epsom Athletic F.C. (en)   | Robert Osman                |
| Défenseur                  |                             |
| Université de Loughborough | Prasanna Premendra          |
| East London Elite          | Kevin Nagendra              |
| Santos FC                  | Caliston Calistus           |
| Alliance United            | Nirunthan Sivananthan       |
| TSV Neuenstadt             | Johnath Chandran            |
| FC Bourget                 | Piraburaj Jayabalakrishnan  |
| Milieu de terrain          |                             |
| Tus Bilfingen              | Gonas Panneerselvam         |
| CS Eelavar                 | Mayooran Chelliah           |
| Drancy United              | Prashanth Ragavan           |
| AC Senna Gloria            | Panushanth Kulenthiran      |
| SK Root                    | Kabilan Sithamparasakthi    |
| Harlow Town F.C. (en)      | Jeyasiva Sivapathasundaram  |
| UK Tamil Students Union    | Dushiyan Sathiyaseelan      |
| Surbiton Sports            | Janothan Perananthan        |
| Santos FC                  | Janojan Pathmanathan        |
| MC United                  | Santhosh Sornalingam        |
| MC United                  | Mahy Nambiar                |
| Attaquant                  |                             |
| WDS'19                     | Kasthuran Chelliah          |
| SV Kickers Büchig          | Gvinthan Navaneethakrishnan |
| Santos FC                  | Nitharshan Ratnam           |
| UK Tamil Students Union    | Lathoosan Jeyathevan        |
| Staff                      | Nom                         |
| Sélectionneur              | Ragesh Nambiar              |